# Tikhon Mollard
El metropolitano Tikhon Mollard (nombre secular Marc Raymond Mollard ; nacido el 15 de julio de 1966 en Boston, Massachusetts) es un obispo ortodoxo oriental y el primado de la Iglesia ortodoxa en América, con el rango de metropolitano de toda América y Canadá. Anteriormente, fue el obispo gobernante de Filadelfia y el este de Pensilvania. Fue elegido Metropolitano de la Iglesia Ortodoxa en América el 13 de noviembre de 2012 en el 17º Consejo All-American en Parma, Ohio. 

## Biografía
Marc Raymond Mollard nació en Boston, Massachusetts el 15 de julio de 1966, el mayor de los tres hijos de Francois y Elizabeth Mollard. Fue criado en la Iglesia Episcopal. 
Después de vivir breves períodos en Connecticut , Francia y Missouri , él y su familia se establecieron en Reading, Pensilvania , donde se graduó de Wyomissing Area High School en 1984. En 1988 recibió una licenciatura en francés y sociología de Franklin & Marshall. College , Lancaster, Pensilvania . Después de graduarse, se mudó a Chicago , donde asistió a los servicios en Ss. Peter and Paul Church (Iglesia Ortodoxa en América).
Sabe hablar perfectamente inglés, francés y español.
En 1989 fue recibido en la Iglesia Ortodoxa de la Iglesia Episcopal . En el otoño del mismo año, comenzó sus estudios en el Seminario de St. Tikhon en South Canaan, Pensilvania . Un año más tarde ingresó a la comunidad monástica en el Monasterio de San Tikhon como novicio.
Después de recibir su Maestría en Divinidad de St. Tikhon's en 1993, Mollard fue nombrado instructor de Estudios del Antiguo Testamento allí. Continúa sirviendo como conferencista principal en Antiguo Testamento, enseñando cursos a nivel de maestría sobre los profetas , los Salmos y la Literatura Sapiencial . También es instructor en el programa de estudios de extensión del seminario, ofreciendo cursos sobre la vida de los santos del Antiguo Testamento , el uso litúrgico del Antiguo Testamento y el Antiguo Testamento en la literatura patrística.
En 1995 Mollard fue tonsurado al esquema menor por el arzobispo Herman (Swaiko) y recibió el nombre de Tikhon en honor a San Tikhon de Moscú . Más tarde ese año fue ordenado al Santo Diaconado y al Santo Sacerdocio en el Monasterio de St. Tikhon. En 1998 fue elevado al rango de hegumen y en 2000 al rango de archimandrita.
Archimandrita Tikhon colaboró con Hegumen Alexander (Golitzin) en la publicación de The Living Witness of the Holy Mountain , publicado por St. Tikhon Seminary Press (1996). Ilustró este libro sobre el Monte Athos.
En diciembre de 2002, Tikhon fue designado por el metropolitano Herman para servir como abad adjunto del Monasterio de St. Tikhon.
Durante la sesión de otoño del sínodo de la OCA del 20 al 23 de octubre de 2003, el archimandrita Tikhon fue elegido obispo del sur de Canaán y auxiliar del metropolitano Herman. Tikhon fue consagrada al episcopado en el monasterio el sábado 14 de febrero de 2004 por el arzobispo Herman, convirtiéndose en obispo de South Canaan.
En una sesión especial del Santo Sínodo de Obispos de la Iglesia Ortodoxa en América celebrada el 27 de mayo de 2005, el obispo Tikhon del sur de Canaán fue elegido obispo de Filadelfia y el este de Pensilvania. El 29 de octubre de 2005, el obispo Tikhon fue instalado oficialmente como jerarca gobernante de la Diócesis de Filadelfia y el este de Pensilvania durante la Divina Liturgia en la Catedral de San Esteban.
Durante una parte de 2011 fue administrador temporal de la Diócesis del Medio Oeste.
El 9 de mayo de 2012 fue elevado al rango de arzobispo.
El 13 de noviembre de 2012 el Arzobispo Tikhon fue elegido Metropolitano de Toda América y Canadá, de la Iglesia Ortodoxa en América . Es el segundo converso en ser elegido para este cargo, después de su predecesor.
En la actualidad tiene jurisdicción sobre todas las Iglesias Ortodoxas en todo el continente americano salvo donde esas Iglesias Ortodoxas están en comunión con Patriarca de Constantinopla.